# Alan Leventhal
Alan M. Leventhal (født 28. juli 1952) er en amerikansk forretningsmand, som har været USA's ambassadør i Danmark siden 1. juli 2022. Han er grundlægger, bestyrelsesformand og administrerende direktør for Beacon Capital Partners. Leventhal har været bestyrelsesformand og administrerende direktør for Beacon Properties Corporation, en af de største ejendomsinvesteringsforeninger (REIT) i USA.

## Barndom og uddannelse
Leventhal er et af tre børn født i en jødisk familie som søn af Muriel (født Guren) og Norman Leventhal. Han har en bachelorgrad i økonomi fra Northwestern University fra 1974 og en Master of Business Administration fra Tuck School of Business på Dartmouth College fra 1976. Leventhal har været formand for Boston Universitys bestyrelse fra 2003 til 2008, bestyrelsesmedlem for Northwestern University og tilsynsførende for Tuck School of Business  Han har siddet i bestyrelsen for Pension Real Estate Association (PREA), bestyrelsen for Damon Runyon Cancer Research Foundation, og bestyrelsen for Friends of Post Office Square.

## Karriere
Leventhal har forelæst på Tuck School of Business og blev tildelt en æresdoktorgrad i jura fra Boston University 17. maj 2009.

### Ambassadør i Danmark
19. januar 2022 nominerede præsident Joe Biden Leventhal til at blive USA's ambassadør i Danmark. Høringer om hans udnævnelse blev afholdt i Senatets udenrigsudvalg 4. maj 2022. Udvalget rapporterede positivt om hans nominering til Senatet 18. maj 2022. 
15. juni 2022 stemte det amerikanske Senat for at bekræfte Leventhal som ambassadør med stemmerne 63 for og 32 imod. Han tiltrådte officielt posten 1. juli 2022 ved en audiens hos dronning Margrethe.

## Filantropi og priser
Leventhal og hans kone, Sherry, er filantroper  og driver Sherry and Alan Leventhal Family Foundation. De har givet en donation på 5 millioner dollars til Boston University. Desuden har hans familie givet 10 millioner dollars til Boston Public Library til oprettelsen af Norman B. Leventhal Map Center.
Leventhal blev tildelt Realty Stock Review's "Outstanding CEO Award" i 1996 og 1997 og Commercial Property News "Office Property Executive of the Year" i 1996. I 2004 modtog han Ernst & Youngs New England Entrepreneur of the year-pris.
Leventhal, der er jødisk, har desuden oprettet Sherry and Alan Leventhal Center for Interfaith Families, der støtter familier i blandede jødisk/ikke-jødisk ægteskaber. 

## Privatliv
Leventhal har været gift to gange. Hans første kone var Carol (født Gant) Leventhal. De fik tre sønner. Leventhal er gift med Sherry Marcus, datter af dr. Irwin Marcus. De har i alt to døtre og fire sønner.